# Roy Callender
Roy Callender (ur. 31 października 1944 w Barbados) – amerykański profesjonalny kulturysta.

## Życiorys
Startował pięciokrotnie na zawodach Mr. Olympia (1978, 1979, 1980, 1981, 1984), klasyfikując się najwyżej w roku 1978 na trzeciej pozycji. Zdobył pięć pro tytułów IFBB. Po całkowitym zwycięstwie i zdobyciu drugiego miejsca w kategorii średniej w NABBA Amateur Universe (w 1967, 1969 i 1971), w latach 1973–1975 próbował swoich sił w profesjonalnym wrestlingu, przyjmując pseudonim „Mr. Unvierse”. W kanadyjsko-francuskim komediodramacie Słodki film (Sweet Movie, 1974) wystąpił jako mięśniak Jeremiah. Wiosną 1977 jako obywatel Kanady zamieszkał w Montrealu.
10 września 1977 wygrał mistrzostwa w Calgary. Trzy tygodnie później, w Columbus w Ohio, zwyciężył w kategorii ciężkiej Mr. International, a miesiąc po tym, zdobył najwyższe nagrody w kategorii średniej w IFBB Mr. Universe w Nîmes we Francji. Następnie zajął drugie miejsce w Pro Wszechświata 1979 IFBB, za Albertem Becklesem.
W sierpniu '79 zwyciężył w Canada Diamond Pro Cup – IFBB. W 2008 został włączony do IFBB Hali Sław (Hall of Fame).

## Historia zawodów
1967
- Mr. Południowej Brytanii, całkowity zwycięzca
- Mr. Universe – NABBA, kat. średnia, 2. miejsce

1968
- Mr. Południowej Brytanii, 2. miejsce
- Mr. Zjednoczonego Królestwa, całkowity zwycięzca
- Universe – IFBB, 6. miejsce
- Mr. World – IFBB, kat. średnia, 2. miejsce

1969
- Mr. Universe – NABBA, kat. średnia, 2. miejsce

1970
- Mr. World – IFBB, kat. średnia, 2. miejsce

1971
- Mr. Universe – NABBA, kat. średnia, 2. miejsce

1977
- Canadian Championships – CBBF, kat. średnia, 1. miejsce
- Canadian Championships – CBBF, w kat. ogólnej całkowity zwycięzca
- Mr. International – IFBB, kat. ciężka, 1. miejsce
- Universe – IFBB, w kat. średniej, 1. miejsce

1978
- Night of Champions – IFBB, 2. miejsce
- Mr. Olympia – IFBB, kat. ciężka, 2. miejsce
- Mr. Olympia – IFBB, 3. miejsce
- Professional World Cup – IFBB, 3. miejsce
- Universe – Pro – IFBB, w kat. ogólnej całkowity zwycięzca

1979
- Najlepszy w świecie – IFBB, profesjonalnie, 2. miejsce
- Canada Diamond Pro Cup – IFBB, całkowity zwycięzca
- Canada Pro Cup – IFBB, poza czołówką
- Florida Pro Invitational – IFBB, 6. miejsce
- Grand Prix Pennsylvania – IFBB, 2. miejsce
- Grand Prix Vancouver – IFBB, całkowity zwycięzca
- Mr. Olympia – IFBB, kat. ciężka, 4. miejsce
- Pittsburgh Pro Invitational – IFBB, 4. miejsce
- Universe – Pro – IFBB, całkowity zwycięzca
- World Pro Championships – IFBB, całkowity zwycięzca

1980
- Grand Prix Pensylwanii – IFBB, 3. miejsce
- Night of Champions – IFBB, 3. miejsce
- Mr. Olympia – IFBB, 7. miejsce
- Pittsburgh Pro Invitational – IFBB, 3. miejsce

1981
- Grand Prix Kalifornii – IFBB, 2. miejsce
- Grand Prix Luizjany – IFBB, 3. miejsce
- Grand Prix Washington – IFBB, 2. miejsce
- Mr. Olympia – IFBB, 4. miejsce

1982
- World Pro Championships – IFBB, 5. miejsce

1984
- Mr. Olympia – IFBB, 5. miejsce

1987
- Grand Prix Niemiec (2) – IFBB, 7. miejsce
- Night of Champions – IFBB, poza czołówką
- World Pro Championships – IFBB, 12. miejsce